# Grammostola borelli
Grammostola borelli là một loài nhện trong họ Theraphosidae.
Loài này thuộc chi Grammostola. Grammostola borelli được Simon miêu tả năm 1897.

## Voorkomen
Loài này phân bố ở Paraguay.